# Raphaël Bedros XXI Minassian
Raphaël Bedros XXI Minassian I.C.P.B. (Armeens: Ռաֆայել Մինասյան) (Beiroet, 24 november 1946) is een Libanees geestelijke en de huidige katholikos-patriarch van de Armeens-Katholieke Kerk.
Raphaël François Minassian werd op 24 juni 1973 priester gewijd bij het Institut du Clergé Patriarcal de Bzommar. Vervolgens was hij in Libanon werkzaam in pastorale functies. Van 1989 tot 2005 was hij voor de Armeens-Katholieke Kerk werkzaam in de Verenigde Staten.
Op 26 september 2005 werd hij benoemd tot patriarchaal exarch van Jeruzalem en Amman. Op 24 juni 2011 volgde zijn benoeming als ordinarius voor oostelijk Europa; hij werd tevens benoemd tot titulair bisschop van Caesarea in Cappadocië. Zijn bisschopswijding vond plaats op 16 juli 2011.
Minassian werd op 23 september 2021 door de synode van de Armeens-katholieke Kerk gekozen tot 	katholikos-patriarch van Cilicië van de Armeniërs als opvolger van Krikor Bedros XX Ghabroyan die op 25 mei 2021 was overleden. Hij nam daarop de naam Raphaël Bedros XXI Minassian aan. Zijn benoeming werd op 24 september 2021 bevestigd door paus Franciscus. Raphaël Bedros XXI Minassian werd tegelijkertijd voorzitter van de synode van de Armeens-katholieke Kerk.